# Hercostomus hubeiense
Hercostomus hubeiense är en tvåvingeart som först beskrevs av Yang 1998.  Hercostomus hubeiense ingår i släktet Hercostomus och familjen styltflugor. Inga underarter finns listade i Catalogue of Life.